# Maria Parado de Bellido (distrito)
Maria Parado de Bellido é um distrito do peru, departamento de Ayacucho, localizada na província de Cangallo.

## Transporte
O distrito de Maria Parado de Bellido é servido pela seguinte rodovia:
- PE-30D, que liga o distrito de Palpa (Região de Ica) à cidade de Los Morochucos (Região de Ayacucho)
- AY-107, que liga a cidade de Chuschi ao distrito [1][2][3]